# Detlev Block

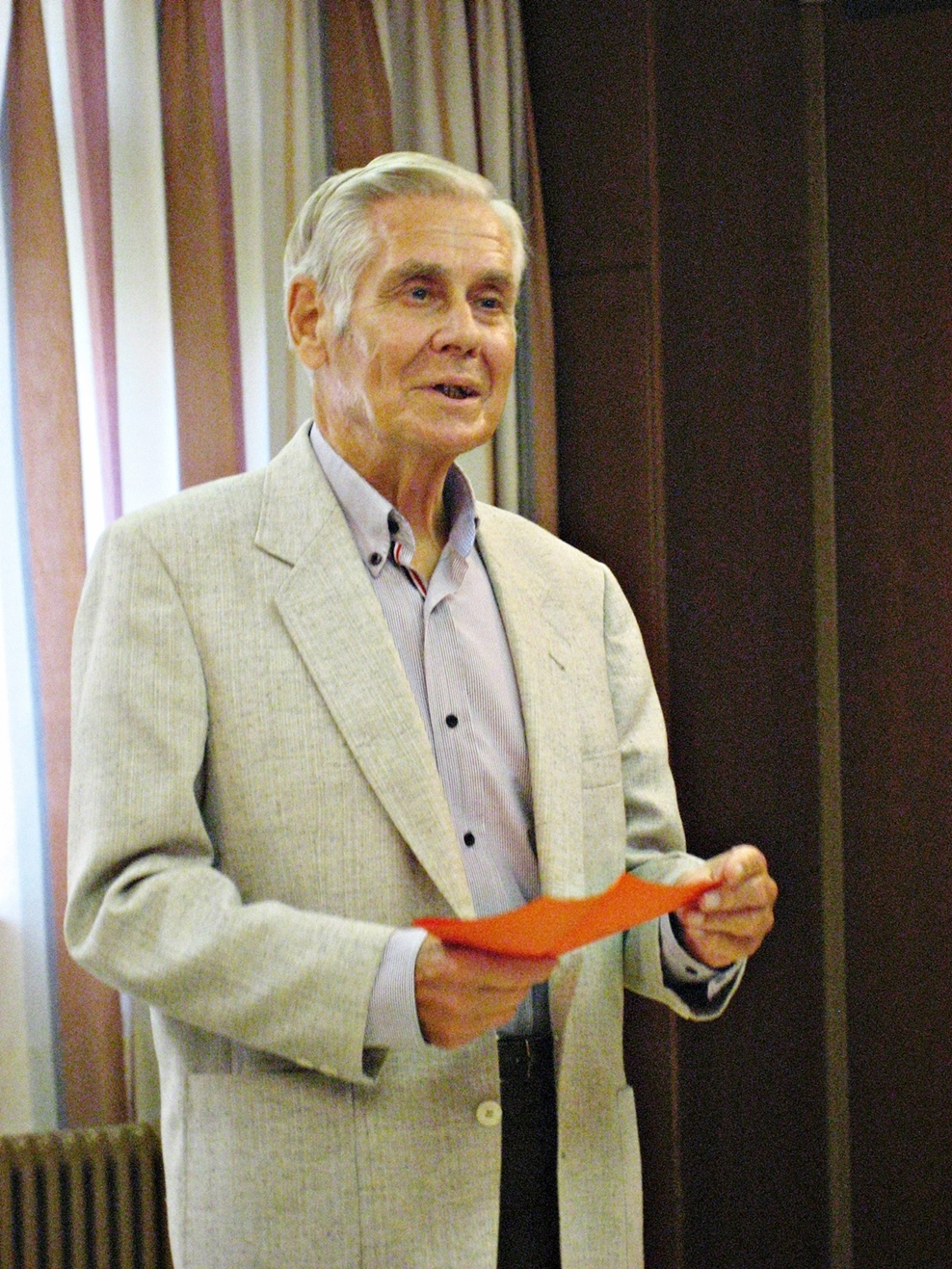
Detev Block, 2018

Detlev Block (* 15. Mai 1934 in Hannover; † 26. Januar 2022 in Bad Pyrmont) war ein deutscher evangelischer Pfarrer, Professor (h. c.), Schriftsteller, Lyriker und Kirchenlieddichter.

## Leben
Detlev Block studierte evangelische Theologie in Göttingen. Er war Pfarrer in St. Andreasberg im Oberharz und Hameln und von 1967 bis 1998 Pfarrer an der Stadtkirche in Bad Pyrmont, wo er nach seiner Emeritierung im Ruhestand lebte.
Detlev Block wurde bereits während seiner Studienzeit von der Lyrik Hermann Hesses stark beeinflusst. Seit seiner ersten Pfarrstelle veröffentlichte er über 80 Bücher, ist in mehr als 300 Anthologien und Sammelwerken mit Liedtexten, geistlicher Lyrik, Prosa und Meditationen vertreten. Daneben wurde er durch zahlreiche Artikel und Vorträge als engagierter Vermittler sternkundlicher Fachkenntnisse bekannt, 1982 erschien sein Werk Astronomie als Hobby.
Block war Mitglied beim Verband deutscher Schriftsteller und in der Gesellschaft für zeitgenössische Lyrik. 1976 wurde er in den Autorenkreis Plesse hinzugewählt, zeitweilig war er im Kuratorium des Autorenkreises. Am 19. September 1999 wurde er testamentarischer Nachfolger des Mitbegründers des Autorenkreises Plesse, Rudolf Otto Wiemer (1905–1998), im Flecken Bovenden bei Göttingen als Burgschreiber zu Plesse eingeführt (Ehrentitel auf Lebenszeit). Außerdem war er Mitglied der Europäischen Autorenvereinigung Die Kogge.

## Ehrungen
- 1967 Lyrikpreis Thema Frieden
- 1972 Lyrikpreis Junge Dichtung in Niedersachsen
- 1980 Adolf-Georg-Bartels-Gedächtnis-Ehrung
- 1984 Dr.-Heinrich-Mock-Medaille
- 1986 1. Preis Geistliche Lieder (Konvent Lutherische Erneuerung Bayern)[5]

## Werke (Auswahl)

### Bücher
- Gärten am Wege. Gedichte. 1964.
- Heimweh und Gnade. Gedichte. 1965.
- Leise Ausfahrt. Gedichte. 1967.
- Mein kleines Süntelbuch. Erzählungen. 1968.
- Amateur-Astronomie. Gedichte. Graphicum Dr. Mock 1969.
- Argumente für Ostern. Gedichte. 1969.
- Geglaubt in der Welt. Andachten. 1970.
- Dem Lobpreis zugewandt. Von Blumen und Bäumen. Gedichte. Sonnenweg Vl. 1972.
- Nichts ist botschaftslos. Gedichte. 1972.
- Gott, du bist mein Freund. Kindergebete. 1973.
- Mein Geburtstagsbuch. Meditationen. 1974.
- Jetzt erkenne ich stückweise. Lesestücke zum Glauben 1974.
- Gut, daß du da bist. Kindergebete. 1974.
- Der Telegrafenmast. Gedichte. 1975.
- Gute Erholung. Kurgastbüchlein. 1976.
- Der Himmel in der Pfütze. Erzählungen. 1976.
- Passantenherz. Gedichte. Herbert Reich Ev. Verlag 1977.
- Stichprobe. Gedichte. Sonnenweg Verlag 1977.
- Anhaltspunkte. Gesammelte Gedichte. Delp 1978.
- In deinen Schutz genommen. Geistliche Lieder. (70 Gedichte und Liedtexte) Ehrenfried Klotz Verlag im Verlag Vandenhoeck & Ruprecht. Göttingen 1978, ISBN 3-525-59247-7.
- Ihr werdet finden. Gedichte und Lieder der Gegenwart zu Advent, Weihnacht und Jahreswechsel 1982, ISBN 3-525-63347-5.
- Astronomie als Hobby. 1982, ISBN 3-8068-0572-5; Überarb. Auflage 2005, ISBN 3-8094-1543-X
- Kleine Anfrage an den Pächter. Gedichte. F.H. Kerle 1983.
- Sag ja zu dir. Köln 1984.
- Hinterland. Gesammelte Gedichte. Stuttgart 1985.
- Wann ist unser Mund voll Lachen? Biblische Gesänge für die Gemeinde. Stuttgart 1986.
- Engelgeschichten. Loewe 1988.
- Zur Hoffnung ermutigt Lahr-Dinglingen 1989, ISBN 3-501-00768-X
- Astronomie als Hobby: Sternbilder und Planeten erkennen und benennen. Falken 1991.
- Daß ich ihn leidend lobe. Jochen Klepper – Leben und Werk. Johannis Vl. 1992, ISBN 3-501-01131-8.
- Die verbindende Mitte. Johannis 1994.
- Das Lied der Kirche – Gesangbuchautoren des 20. Jahrhunderts Lahr 1995, ISBN 3-501-01248-9
- Ganz einfach fängt das Wunder an. Einkehr an der Weihnachtskrippe. 1996.
- Erde, atme auf. Geistliche Lieder. 2001, ISBN 3-525-59356-2.
- Die große bunte Kinderbibel. Loewe 2001, ISBN 3-7855-3965-7.
- Nimm Raum in unserer Mitte. Mein kleines Weihnachtsbuch. Christliches Verlagshaus 2002.
- Der Himmel hat viele Farben. Gedichte. Schardt Vl. 2006.
- Vergiss nicht, was er dir Gutes getan hat: In Dankbarkeit das Leben betrachten. Agentur des Rauhen Hauses 2007.
- Mit dem Sternenhimmel die Schöpfung verstehen. Vandenhoeck & Ruprecht 2009.
- (Gemeinsam mit Siegfried Fietz:) Der Weg ist schon das Ziel (Lieder mit Texten von Detlev Block und Musik von Siegfried Fietz) ABAKUS-Musikverlag Greifenstein 2004, ISBN 3-88124-363-1

### Lieder im Evangelischen Gesangbuch
- Heut singt die liebe Christenheit (143; nach älteren Vorlagen)
- Gott, der du alles Leben schufst (211)
- Kommt mit Gaben und Lobgesang (229; nach Frederik Herman Kaan)
- Wir feiern deine Himmelfahrt (Regional)
- Gott, unser Festtag ist gekommen (Regional)
- Womit hat es angefangen? (Regional)
- Die Erde, die du schufst, war gut (Regional)
- Eines wünsch ich mir vor allem andern (Regional, nach einer älteren Vorlage von Albert Knapp)
- Am Abend nach dem Lobgesang (Regional)
- Mein Schöpfer, steh mir bei (Regional, nach einer älteren Vorlage von Johann Jakob Rambach)
- Mein Herz und Geist erheben dich (Regional)
- Herr, wenn das Wasser uns bedroht  (Regional, nach einer älteren Vorlage von Christian von Stöcken)
- Nun steht in Laub und Blüte (Regional)
- Bau dein Reich in dieser Zeit (Regional)
- Herr, du hast dich gern mit vielen (Regional)
- Gott, wir preisen deine Wunder (Regional)
- Du hast uns, Herr, gerufen, dein Eigentum zu sein (Regional)
- Herr, laß uns füreinander leben (Regional)
- Die Nacht ist da. Ich suche deine Nähe (Regional; RG 4)

### Lied im katholischen Gotteslob
- Das Jahr steht auf der Höhe (465)

### Vertonte Gedichte
- Abendgebet. (Lied) Melodie: Herbert Beuerle.
- Abendmahlsgebet. (Lied) Melodie: Elke Platzer 1979.
- Achtzig – nun auch ich. (Lied) Melodie: Siegfried Fietz 2013.
- Christe Kyrie. (Lied) Melodie: Bodo Hoppe 1977.
- Gib Frieden, Gott, zu unsrer Zeit. Motette für Chor (SATB): Ludger Stühlmeyer 2020.
- Himmelskunde. (Lied) Melodie: Fritz Baltruweit 1979.
- Himmelskunde – Der Himmel leuchtet hoch und weit. (Chorsatz SATB), Melodie und Satz: Jan-Jürgen Wasmuth 2008.
- Lied nach dem Abendmahl. (Lied) Melodie: Elke Platzer 1976.
- Das Kreuz steht fest und zeichenhaft im Herzen. (Lied) Melodie: Jan-Jürgen Wasmuth 1999.
- Der gute Hirt. (Chorsatz SATB) Melodie, Satz und Begleitstimme: Ludger Stühlmeyer 2015.
- Mach dich auf! (Chorsatz SATB) Melodie, Satz und Begleitstimme: Ludger Stühlmeyer 2015.
- Magnificat. (Chorsatz SATB) Melodie und Satz: Hans Krampen 1998.
- Möge deine Seele leuchten. (Lied) Melodie: Siegfried Fietz 2003.
- Nacht der Nächte. (Chorsatz SATB): Otto Kaufmann 2000.
- Nun rächt sich unser Tun und Lassen. (Lied) Melodie und Begleitstimme: Jan-Jürgen Wasmuth 2008.
- Nunc dimittis. (Chorsatz SATB) Melodie und Satz: Hans Krampen 1998.
- Nun steht in Laub und Blüte. (Chorsatz SATB) Satz: Norbert Drechsler 1993/2012.
- Passionslied – Dass wir frei errettet sind. (Lied) Melodie: Jan-Jürgen Wassmuth 2010.
- Passionslied – Vor dem Kreuz steh ich erschrocken. (Lied) Melodie: Jan-Jürgen Wasmuth 2010.
- Wann ist unser Mund voll Lachen. (Lied) Melodie: Elke Platzer 1982.
- Womit hat es angefangen. (Lied) Melodie: Fritz Baltruweit 1979, Gotthart Schneider 1980.